# Hanna Hertz

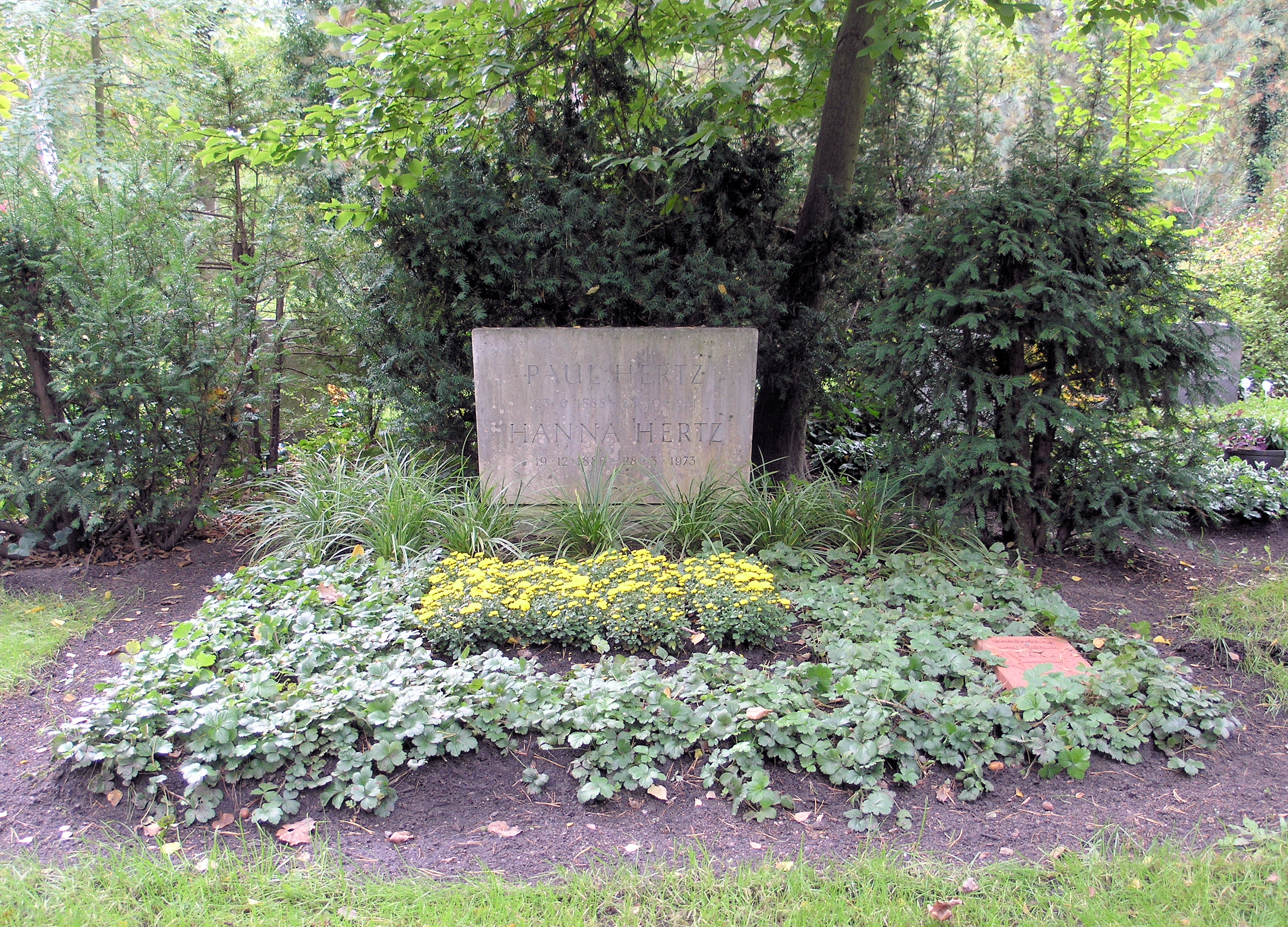
Grab auf dem Waldfriedhof Zehlendorf in Berlin

Hanna Hertz (* 19. Dezember 1886 in Pfungstadt als Johanna Loeb-Gernsheimer; † 28. März 1973 in Amherst) war eine deutsche Autorin und Übersetzerin.
Als Mitglied der SPD seit 1907 war sie in der Sozialdemokratischen Frauenbewegung aktiv. Als Autorin schrieb sie unter anderem über feministische Debatten zur Hausarbeit. In den 1920er Jahren war sie als Übersetzerin vom Russischen ins Deutsche tätig, zum Beispiel durch Texte von Ilja Ehrenburg. Später arbeitete sie als Assistentin für ihren Mann Paul Hertz (1888–1961).
Ende 1939 emigrierte sie zusammen mit ihrem Mann und ihren beiden Kindern in die USA; sie waren inzwischen von den Nationalsozialisten ausgebürgert und enteignet worden.